# Rotopino.pl
Rotopino.pl S.A. – polska spółka akcyjna. Zajmuje się prowadzeniem serwisów oraz sklepów internetowych handlujących narzędziami i elektronarzędziami. Spółka działa na rynku polskim oraz rynkach europejskich: niemieckim, austriackim, belgijskim, holenderskim, francuskim, włoskim i hiszpańskim.

## Historia spółki

### Narzedzia.pl S.A.
w 1999 roku powstaje firma internetowa Citynet Media sc, która dokonała rejestracji domeny narzedzia.com.pl. Wkrótce potem powstaje portal branżowy www.narzedzia.com.pl – pierwsze źródło informacji na temat branży narzędziowej w Internecie. W 2003 firma Citynet Media sc rejestruje domenę narzedzia.pl, na której uruchamia pierwszy w Polsce sklep internetowy z narzędziami i elektronarzędziami. Oferta ogranicza się do 3 marek, w pierwszym roku działalności sklep obsłużył 50 klientów. W 2008 roku na bazie działającej firmy utworzona zostaje nowa spółka akcyjna NARZEDZIA.PL S.A. o kapitale zakładowym 500 000 PLN, podzielonym na 5 mln akcji. W 2009 roku obrót firmy NARZEDZIA.PL S.A. przekracza 10 milionów PLN. W 2010 roku firma decyduje się na rozpoczęcie działalności w krajach Unii Europejskiej. 

### Rotopino.pl
Spółka Rotopino.pl S.A. z siedzibą w Bydgoszczy powstała w grudniu 2011 r. z połączenia MARKETEO.COM S.A i Narzędzia.pl S.A. Spółka wpisana została do Krajowego Rejestru Sądowego przez Sąd Rejonowy w Bydgoszczy XIII Wydział Gospodarczy. Stanowi część grupy kapitałowej TIM S.A. Samo zarejestrowanie marki własnej Rotopino nastąpiło w 2010 roku. W 2011 roku łączne obroty spółki przekroczyły 20 milionów PLN,  a w 2016 - 50 milionów PLN.
Od 2011 do czerwca 2019 spółka notowana była na Giełdzie Papierów Wartościowych w Warszawie w ramach rynku New Connect. Łącznie wyemitowano 10000 akcji, od 2019 roku stuprocentowym akcjonariuszem jest Grupa Kapitałowa Tim S.A, a akcje zostały wycofane z obrotu.
w 2013 roku spółka stworzyła własna markę narzędziową, ITAMATI, obejmującą linię przenośnych narzędzi akumulatorowych.
29 grudnia 2020 firma stała się częścią Grupy Kapitałowej Oponeo. 